# Перн, Франсуа-Луи
Франсуа-Луи Перн (4 октября 1772, Париж — 26 мая 1832, Лан) — композитор, музыкальный теоретик и историк музыки, руководитель парижской Консерватории музыки и декламации.

## Биография
Музыке обучался у аббата Годимона по теории Рамо, а после с 1792 года пел в хоре Парижской оперы. В 1799 году там же стал контрабасистом. После этого его популярность выросла и он зарекомендовал себя в качестве композитора. Его первые работы были небольшими инструментальными произведениями, а в 1801 он стал известен более широкой публике благодаря своей большой торжественной мессе (по случаю Конкордата), а также 4-гласной тройной фугой, которую можно было исполнять даже повернув ноты вверх ногами. Вскоре композитор сошёлся с Короном и другими музыкальными учёными.
В 1811—1815 годах он был (после Кателя) профессором гармонии при консерватории, затем получил должность главного инспектора, а в 1819 году кроме того и главного библиотекаря (после аббата Роза).
В 1822 году Перн отказался от всех своих должностей и удалился в деревню в окрестностях Лаона, где жил скромно, занимаясь своими научными трудами. Оставшимися после него рукописями владеет библиотека Парижской консерватории, а владельцем его обширной библиотеки стал Фети. Из обширных трудов его напечатан был только ряд ценных статей в журнале Фети «Revue musicale» (1-й по 9-й том; о греческом нотном письме, о песнях трубадуров и пр.) и исследование о мелодиях песен Кастеляна из Куси в монографии Мишеля об этом трувере (1830). Из композиций учёного изданы: 6 лёгких фортепьянных сонат, вышеназванная фуга, тетрадь вариаций, большая и малая школы и «Cours d’harmonie et d’accompagnement» (1822).